# 江炳灵
江炳灵（1885年—1972年），字庆林，男，湖北沔阳人，中华民国、中华人民共和国政治人物，曾任湖北省交通厅、公路厅厅长，湖北省政协副主席，第三、四届全国政协委员。